# Júszaf Raza Gíláni
Júszaf Raza Gíláni (urdu nyelven: يوسف رضا گیلانى; Karacsi, 1952. június 9. –) pakisztáni politikus, a Pakisztáni Néppárt (PPP) alelnöke, kormányfő.

## Élete

### Korai pályája
Az újságíró-iskolát végzett politikus egy ősi vallásos család sarja, kinek felmenői közt többen politizáltak, és ő maga is több kormányban viselt különböző posztokat. 1993 októbere és 1997 februárja között parlamenti elnök volt. Négy esztendőt töltött el börtönbe koholt vádakkal – Benazír Bhutto második megbízatása idején, a kilencvenes években –, mondván visszaélt házelnöki jogkörével.

### A kormány élén
A 2008. február 18-i parlamenti és tartományi választásokon a PPP és a Pakisztáni Muzulmán Liga–Naváz (PML-N) nagyarányú győzelmet aratott a kormányzó Pakisztáni Muzulmán Liga–Káide-Azam (PML-Q) felett. A két párt elnöke – március 22-én, egy közös sajtótájékoztatón – bejelenti, hogy Gílánit szánják a kormányfői posztra, majd a képviselők – több mint kétharmados többséggel – meg is szavazták. Március 25-én letette az esküt és az új – pakisztáni – kormány miniszterelnökeként hivatalába lépett. Első intézkedéseként elrendelte a 2007 novemberi rendkívüli állapot alatt őrizetbe vett bírák szabadon engedését, majd ENSZ–vizsgálatot kezdeményezett Benazír Bhutto halálának ügyében.
A pakisztáni  legfelsőbb bíróság 2012 júniusában menesztette hivatalából, amiért nem kezdte újra Aszif Ali Zardari elnök korrupciós ügyeinek vizsgálatát.